# مسار إضافي
المسار الإضافي أو المسار الزائد (بالإنجليزية: Accessory pathway)‏ هو مسار إضافي لنظام التوصيل الكهربائي للقلب، يتسبب في تغيير خصائص نظام التوصيل، وبالتالي فلديه القدرة على التأثير على دورة القلب.
تشمل الحالات التي تنطوي على مسارات إضافية:
- تسرع القلب الانتيابي فوق البطيني
- متلازمة وولف-باركينسون-وايت.